# Zâmbia nos Jogos Olímpicos de Verão de 1972
A Zâmbia competiu nos Jogos Olímpicos de Verão de 1972 em Munique, Alemanha Ocidental.

## Resulados por evento

### Atletismo
100m masculino
- Larmeck Mukonde
  - Eliminatórias — 11.16s (→ não avançou)

800m masculino
- Benson Mulomba
  - Eliminatórias — 1:53.4 (→ não avançou)

1.500m masculino
- Benson Mulomba
  - Eliminatórias — DNS (→ não avançou)

5.000m masculino
- Ngwila Musonda
  - Eliminatórias — 13:37.4 (→ não avançou)

### Boxe
Peso Mosca (– 48 kg)
- Timothy Feruka
  - Primeira rodada — perdeu para Chanyalev Haile (ETH), KO-1